# 尤多馬河
尤多馬河（俄語：Юдома）是俄羅斯的河流，屬於馬亞河的右支流，由薩哈共和國負責管轄，河道全長765公里，流域面積約43,700平方公里，發源自外興安嶺。